# Szerelmesek (film, 1999)
A Szerelmesek (Lovers) 1999-ben készült színes francia romantikus dráma az elsőfilmes Jean-Marc Barr szomorú szerelmi története. Az említett fiatalembert korábban csak színészként ismerhette a közönség. Olyan filmekben alakított, mint Luc Besson A nagy kéksége vagy Lars von Trier Európája.

## Tartalom
|  | Alább a cselekmény részletei következnek! |

A filmben az illegálisan Párizsban tartózkodó Dragan első látásra beleszeret a gyermekien szép Jeanne-ba, aki egy könyvesboltban dolgozik eladóként. Szerelme viszonzásra lel. A lány francia, a férfi jugoszláv, ráadásul illegálisan tartózkodik az országban. Egyszer elmennek egy jugoszláv táncestre, ahol Dragan jól kitombolja magát, és persze lakása sem összkomfortos, ez mégis kevés a hitelességhez. Dragan temperamentumos, iszik, és nem nagyon beszél franciául. Jeanne meglepődik a férfi romos állapotban lévő lakását látva, és a kínált Nescafé sem tetszik neki, ezek azonban még mindig nem azt mutatják, milyen áthághatatlan különbségek leledznek egy álmait kergető jugoszláv és egy francia „jókislány” között, akik ráadásul még saját nyelvükön sem szólhatnak egymáshoz. A lányt zavaró tényezők, hogy Dragan iszik, túl heves és megbízhatatlan, ezek a gondok azonban egy szomszédban lakó, jómódú francia fiúval is fennállhatnának. A főszereplő hölgy bájos, és a jugoszláv vagányt is jól alakítja Sergej Trifunovic. Amikor Dragan kézen fogva rohan Jeanne-nal az utcán, aki nem tudja hova mennek, s még a boltot sem zárhatta be, az ide-oda himbálódzó képek zaklatottá teszik a jelenetet, ezzel fokozva a lány aggodalmát. Az utolsó képsor, amikor Dragant végleg elviszik, Jeanne bódultságát, majd hirtelen feltörő kétségbeesett zokogását szintén határozottabbá, élesebbé teszi a dogma-felvétel.

## Szereplők
- Élodie Bouchez (Jeanne)
- Sergej Trifunovic (Dragan)
- Jean-Christophe Bouvet (újságárus)
- Geneviève Page (Alice)
- Dragan Nikolic (Zlatan)
- Thibault de Montalembert (Jean-Michel)

## Külső hivatkozások
- Szerelmesek a PORT.hu-n (magyarul)
- Szerelmesek az Internet Movie Database-ben (angolul)
- Szerelmesek a Rotten Tomatoeson (angolul)
- Szerelmesek a Box Office Mojón (angolul)